# Ivar Kamke

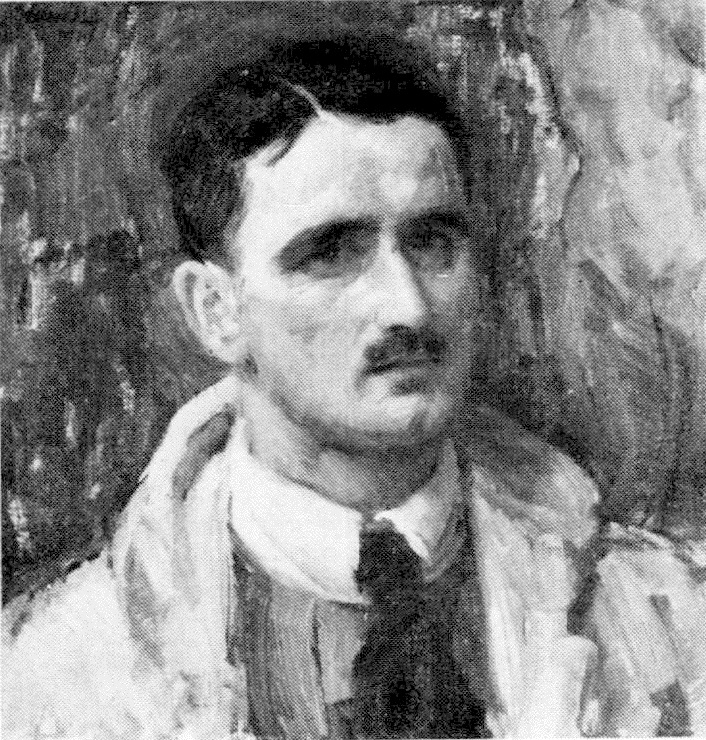
Ivar Kamke, zelfportret.

Ivar Kamke (Stockholm, 2 januari 1882 – Helsingborg, 3 juli 1936) was een Zweeds kunstschilder. Tussen 1906 en 1909 woonde en werkte hij in Volendam.

## Leven en werk
Kamke was de zoon van een onderwijzersechtpaar van Duitse herkomst. Hij bezocht de kunstacademie in Stockholm, onder Oscar Björck. Reeds tijdens studie viel hij op door zijn begaafdheid in het maken van portretten en figuren. Na zijn studie maakte hij uitgebreide reizen door Europa. Eerst trok hij naar Nederland en tussen 1906 en 1909 zou hij wonen en werken in Volendam, waar hij het pittoreske vissersleven tot thema nam en ook veel portretten maakte van de plaatselijke bevolking. 

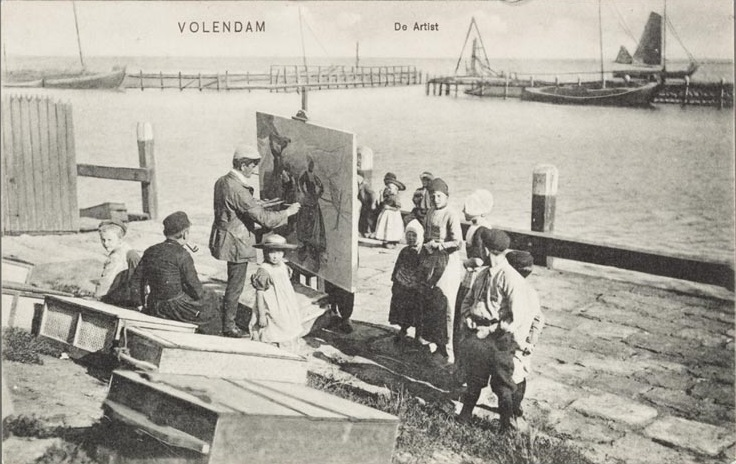
Kamke aan het werk aan de haven in Volendam.

In 1909 trok Kamke naar Parijs, waar hij korte tijd de Académie Colarossi bezocht. Vervolgens verbleef hij een jaar in Dachau, waar hij werkte in de plaatselijke kunstkolonie en ook zijn toekomstige vrouw ontmoette. Later reisde hij door naar Algiers en vervolgens deed hij Spanje en Engeland aan, vooral ook om musea te bezoeken. In 1912 keerde hij terug naar Stockholm.
Kamke's stijl wortelt in het realisme, maar werd onder invloed van zijn leermeester Björck gekenmerkt door de lossere werkwijze van het impressionisme. In zijn portretten zijn sporen te zien van het werk van Wilhelm Leibl, wiens werk hij in München had leren kennen. Na zijn terugkeer naar Zweden in 1912 schilderde hij ook veel naakten onder invloed van Anders Zorn. Vaak werkte hij nat-in-nat met veel aandacht voor de lichtwerking op de huid. Zijn naakten zijn van sterk wisselende kwaliteit, vaak maakte hij ze in grote haast om aan de vele bestellingen te kunnen voldoen, maar in zijn beste werken toont hij nadrukelijk zijn bijzondere begaafdheid als portrettist.
Van 1920 tot 1924 werkt Kamke in Italië, waar hij werkt in Venetië, Siena en Rome. In de laatste tien jaar van zijn leven maakte hij vooral portretten in opdracht, vaak van vooraanstaande personen, waaronder koning Gustaaf V van Zweden. In 1935 reisde hij af naar Rome om twee portretten te schilderen van Benito Mussolini.
Kamke was lid van de Parijse 'Union internationale des Beaux Arts et des lettres' en de 'Frankfurter Künstlerbund', en ontving diverse internationale onderscheidingen. Tijdens een internationale tentoonstelling in Buenos Aires in 1910 behaalde Kamke een gouden medaille met een schilderij van de visafslag in Volendam. Hij overleed in 1936, 54 jaar oud. Zijn werk is onder andere te zien in het Nationalmuseum te Stockholm.

## Galerij

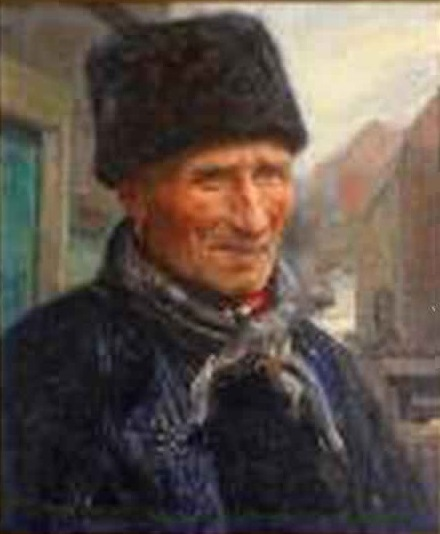
Visser uit Volendam
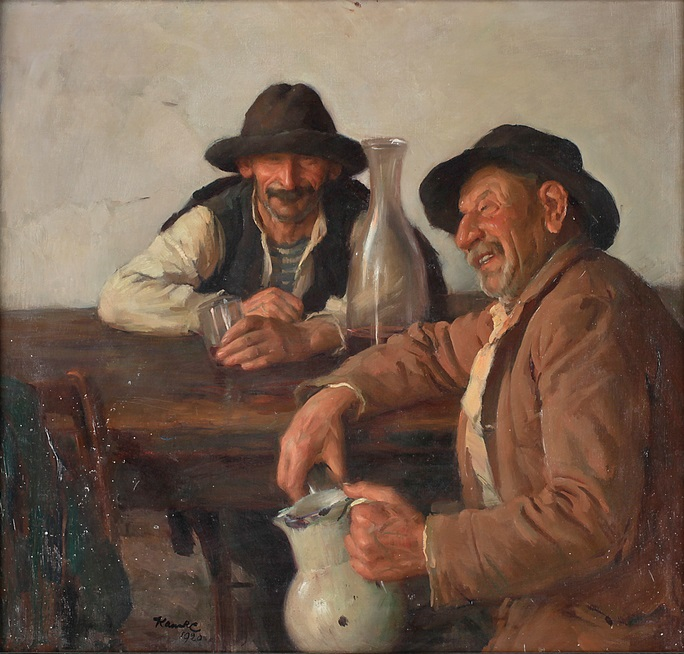
Drinkende mannen
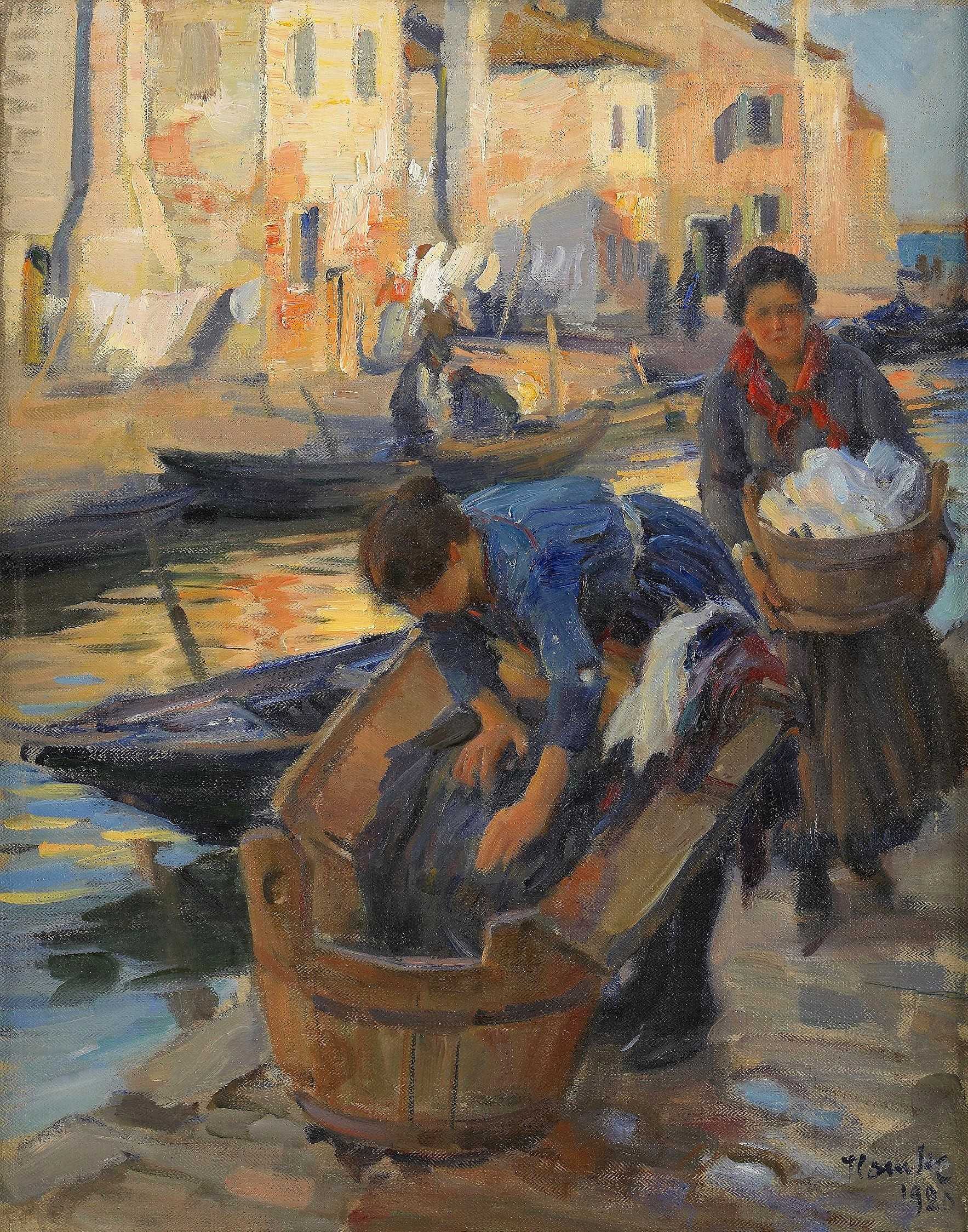
Wassen aan het kanaal, Venetië
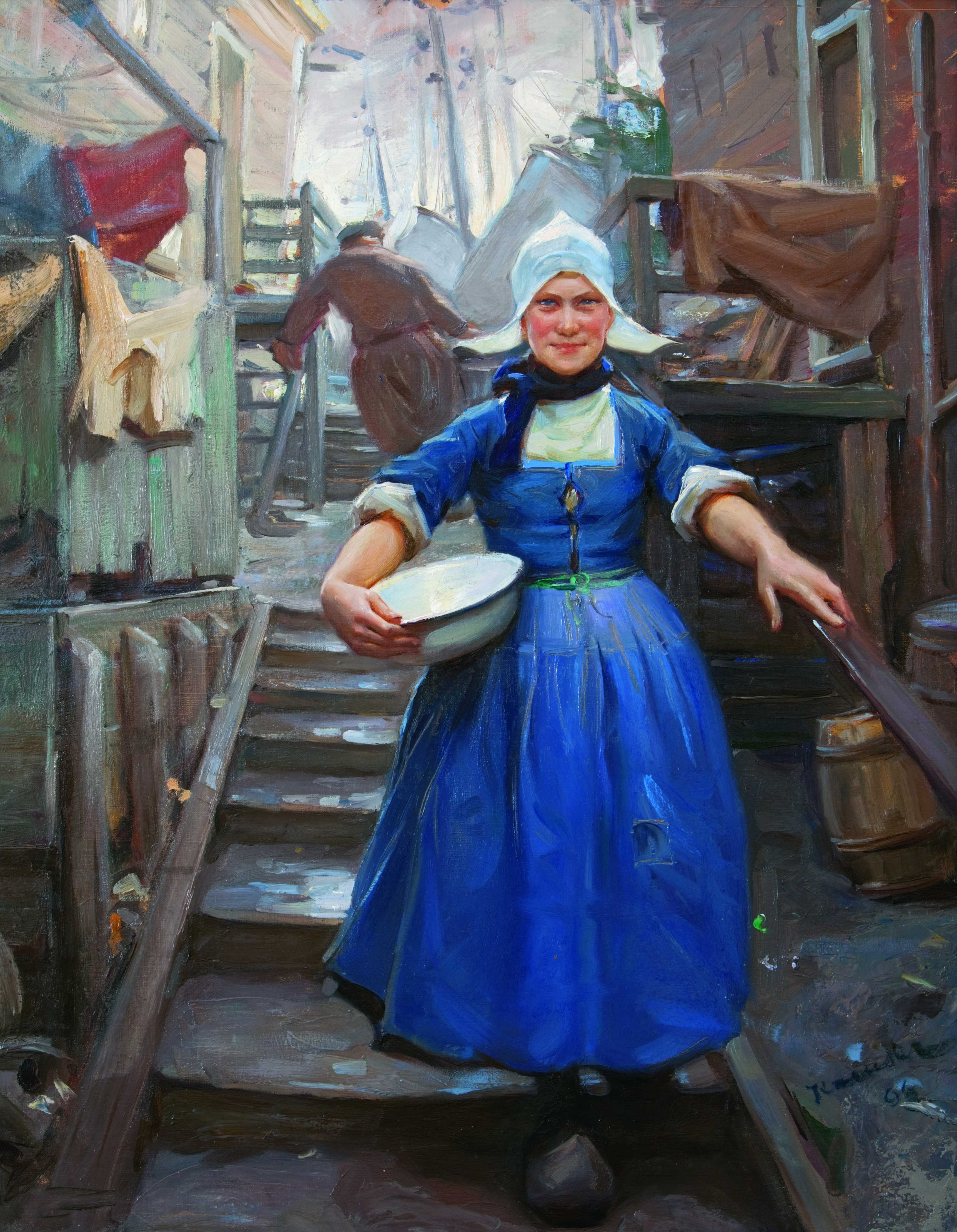
Poseren op het Spieringpad, Volendam
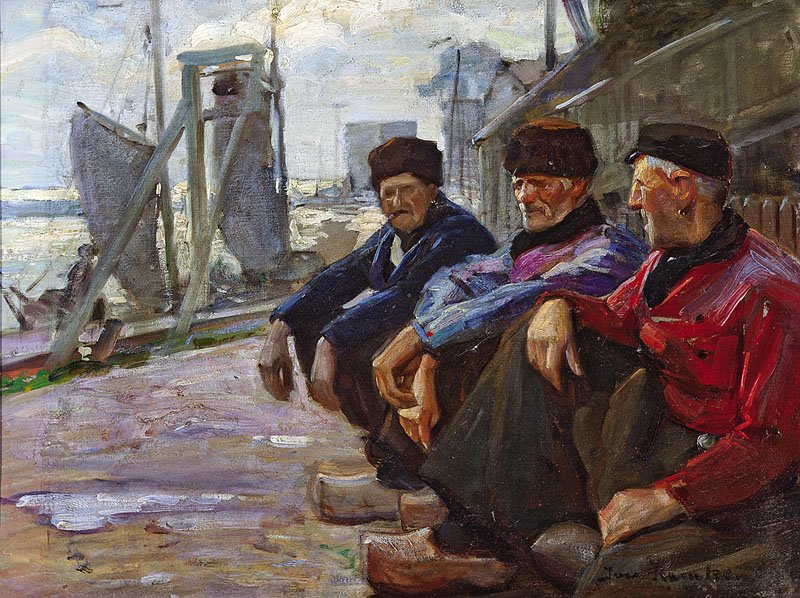
Dokwerkers op de werf
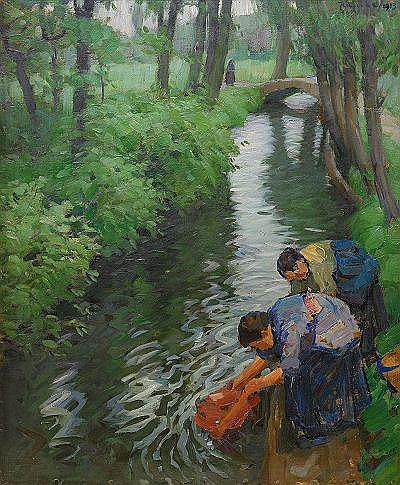
Frans landschap
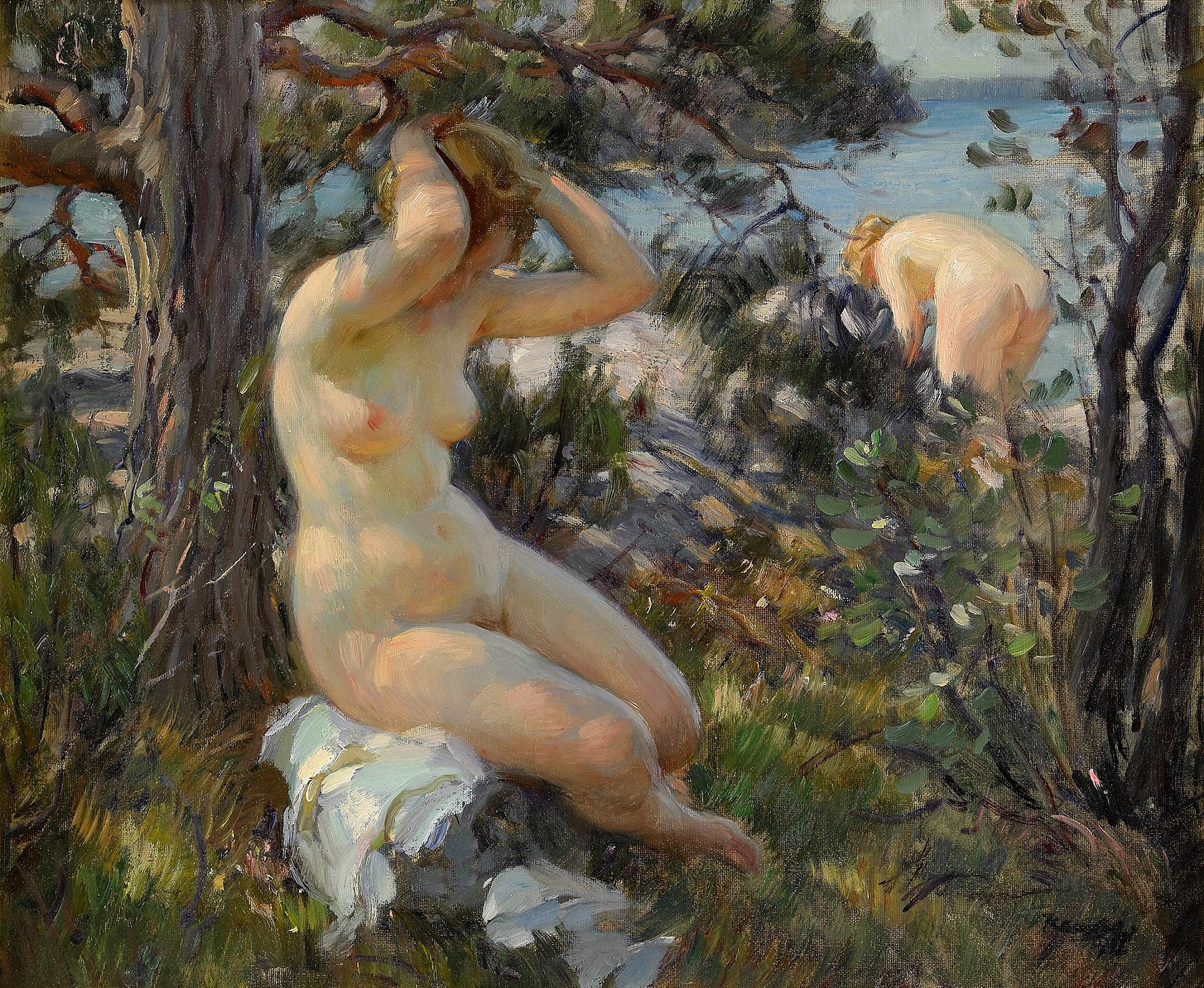
In de namiddag
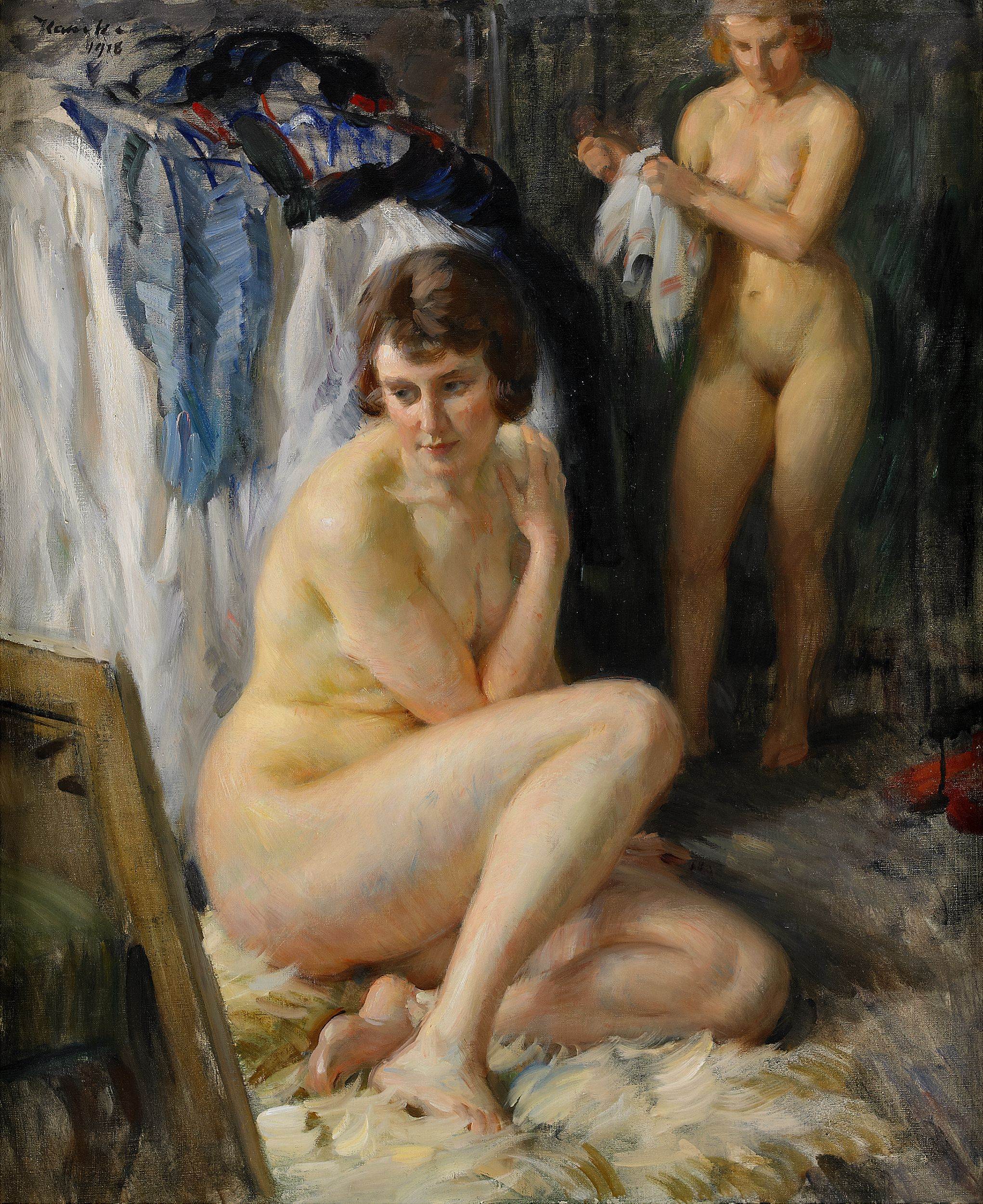
Naakte modellen
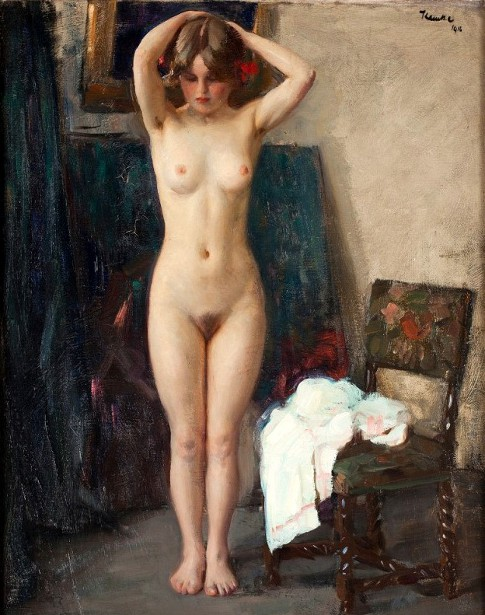
Naakt model
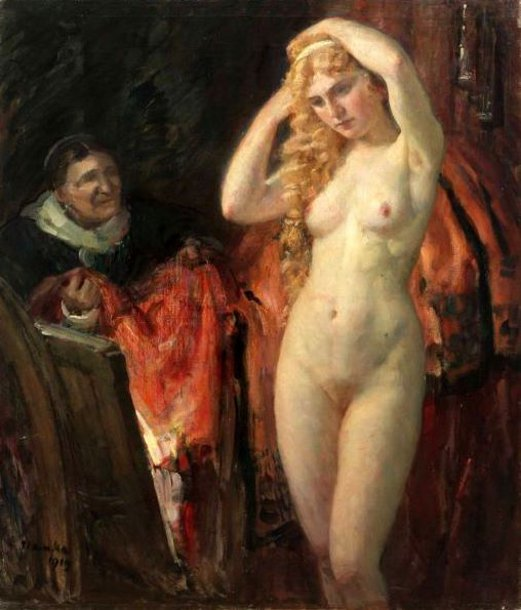
Vroeg werk, titel onbekend